# Четиринадесети конгрес на Македонската патриотична организация
Четиринадесетият конгрес на Македонските политически организации (МПО) се провежда от 1 до 3 септември 1935 година в Акрън, Охайо, САЩ. Прочитат се декларации в подкрепа на идеята за „Независима Македония“. Първоначално на конгреса слово трябва да произнесе Стоян Христов, но той се отказва поради лични причини. На заключителния парад участват 6000 членове на МПО и 300 хървати-американци от Охайо и Пенсилвания.